# Phoenix Ghost
Phoenix Ghost ist ein von dem US-amerikanischen Rüstungsunternehmen Aevex Aerospace in Zusammenarbeit mit der US Air Force entwickeltes unbemanntes Luftfahrzeug (UAV). 

## Funktion
Bei der Phoenix Ghost handelt es sich um eine der Switchblade 600 ähnliche Drohne. Sie kann längere Zeit über dem Zielgebiet fliegend verweilen, bevor sie ihr Ziel zugewiesen bekommt, und zählt daher zur Klasse der Loitering Weapons. Daneben wird sie für die abbildende Aufklärung eingesetzt. Sie kann nach inoffiziellen Herstellerangaben senkrecht starten, ist mit Infrarotsensoren ausgestattet und kann auch bei Dunkelheit gegen „mittelschwer gepanzerte Bodenziele“ eingesetzt werden.

## Nutzerstaaten
- Ukraine
  - Im April 2022 wurden mindestens 121 Exemplare von den USA zugesagt.[5]
  - Im Juli 2022 wurden bis zu 580 weitere Exemplare zugesagt.[6]
  - Bis zum 1. August 2022 wurden ca. 700 Exemplare geliefert.[7]
  - Laut Herstellerangaben mehr als 5000 Exemplare bis Dezember 2024.[8]
- Vereinigte Staaten

## Technische Daten
| Kenngröße        | Daten                                             |
| ---------------- | ------------------------------------------------- |
| Typ              | VTOL-UAV (Drohne)/Lenkflugkörper/Loitering Weapon |
| max. Startmasse  |                                                   |
| Radarquerschnitt |                                                   |
| Nutzlast         |                                                   |
| Funkreichweite   |                                                   |
| Flugdauer        | mehr als 6 Stunden                                |